# エイコネス
『エイコネス』（ギリシャ語: Εἰκόνες、Eikones、英語: Imagines）は、ローマ帝国支配下のギリシャの、いずれもピロストラトス（フィロストラトス、Φιλόστρατος）として知られた2人の人物によって著された、様々な芸術作品を描写し、説明した著作、エクフラシス集。日本語では、『絵画記』、『絵たち』、『列柱廊の絵画』、『肖像集』などとしても言及されることがある。
『エイコネス』と称される著作はふたつあり、古い方の『エイコネス』は2巻から成り、第1巻には序文と31章、第2巻には34章が収録されており、一般的にはレムノスのピロストラトス（大ピロストラトス）の著作とされているが、その義理の父で、より有名なアテナイのピロストラトスによるものであった可能性もある。『エイコネス』は、表面上は、ピロストラトスがナポリで見た65点の絵画を文章で描写したものである。ただし、著者が実際に絵画を見たか否かについては、議論がある。著作のすべては、芸術作品そのもの、その象徴する内容や意味について、若い鑑賞者に説明するものである。序文の中で著者は、本書の執筆の直接のきっかけは、滞在先の主人の10歳になる息子であったと述べ、また本作の各章は、少年に語りかけるように構成されるとも述べている。
後から成立したふたつめの『エイコネス』は17章から成っており、レムノスのピロストラトスの孫にあたる小ピロストラトスとして知られる人物によって書かれた。
ルネサンス期には、ティツィアーノが本書で描写された絵画を再現して『ヴィーナスへの奉献』や『アンドロス島の人々』を描いたり、ブレーズ・ド・ヴィジュネールが再現画付きのフランス語訳を出版したりした。